# Блакитна малина (смак)

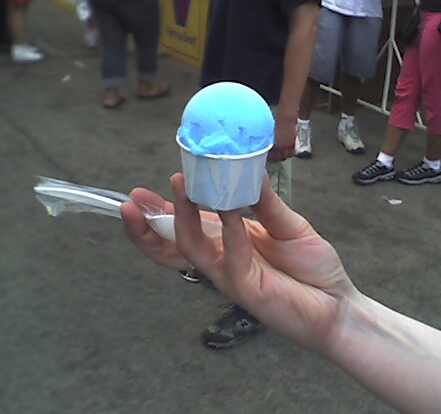
Чашка блакитного малинового італійського льоду на фестивалі Смак Чикаго (фестиваль).

Смак блакитна малина (англ. Blue raspberry flavor) — промисловий ароматизатор і харчовий барвник для цукерок, перекусок, сиропів і безалкогольних напоїв. Аромат не походить від жодного виду малини, а був розроблений з використанням естерів, які є частиною смакового профілю ананаса, банана та вишні. Зазвичай, щоб створити привабливий смак блакитної малини, у харчові продукти додають цукор.

## Опис
Харчові продукти, позначені як «аромат блакитної малини», зазвичай фарбуються яскраво-блакитним синтетичним харчовим барвником, таким як діамантовий синій (англ. Brilliant Blue FCF; FD&C Blue No. 1), що має європейський код харчових добавок E133. Синій колір використовується, щоб відрізнити продукти зі смаком малини від продуктів зі смаком вишні, кавуна та полуниці, які, зазвичай, також мають червоний колір. Використання синього барвника також частково пов'язане з забороною 1976 року Управлінням з продовольства і медикаментів США (FDA) червоного барвника № 2 (англ. Red Dye No. 2) на основі амаранту, який раніше активно використовувався в продуктах зі смаком малини.

## Історія
Ароматизатор «блакитна малина» з'явився 1958 року на ринку США разом із сніжним сиропом. Його широке впровадження відбулося після того, як FDA 1969 року схвалило FD&C Blue № 1. Ця нормативна зміна спонукала інші компанії, зокрема The Icee Company та Otter Pops, представити на початку 1970-х років продукти зі смаком блакитної малини.